# Saint-Pierre-Aigle
Saint-Pierre-Aigle – miejscowość i gmina we Francji, w regionie Hauts-de-France, w departamencie Aisne.
Według danych na styczeń 2014 roku gminę zamieszkiwało 367 osób, a gęstość zaludnienia wynosiła 30,5 osób/km².